# ابن

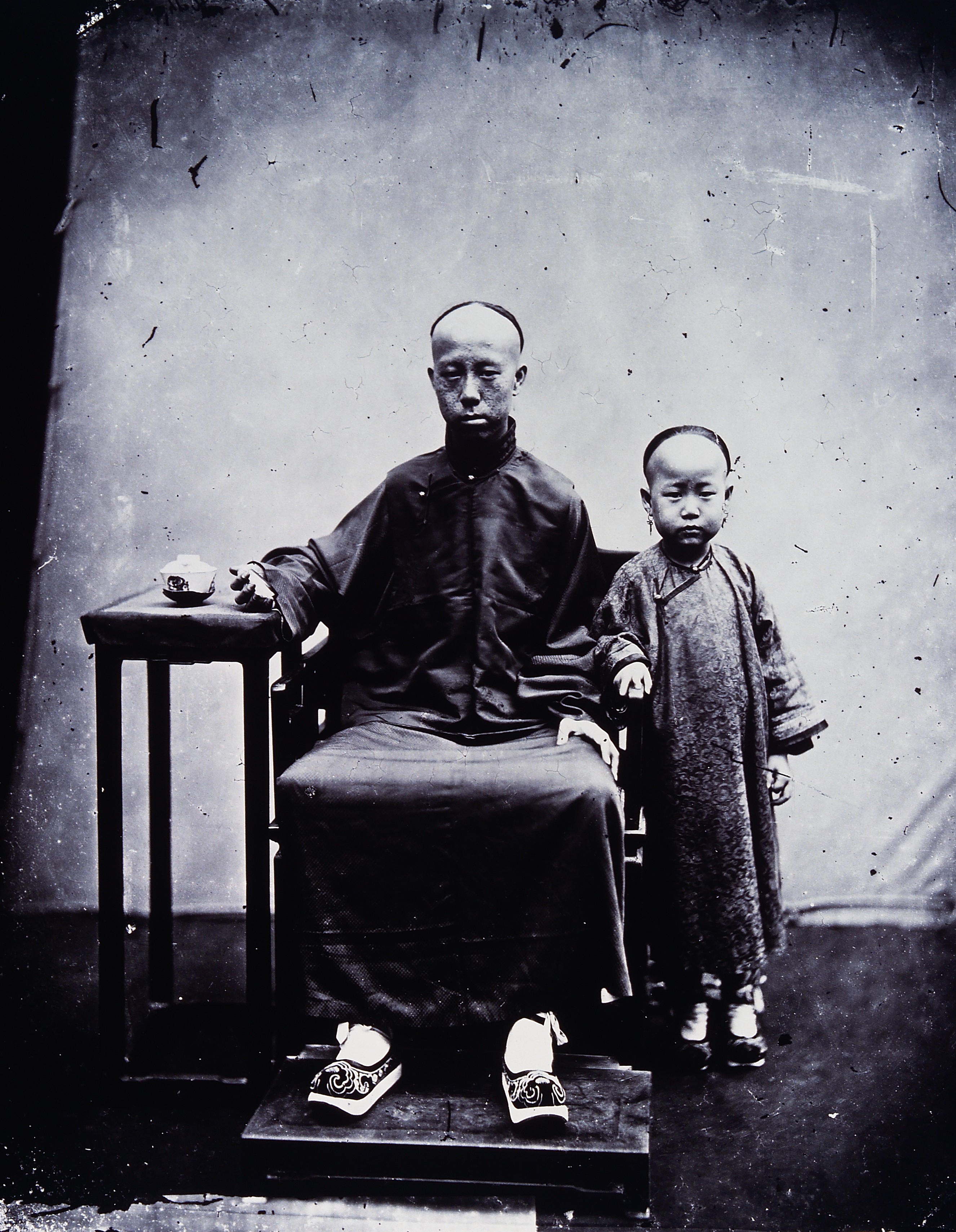
رجل آسيوي رفقة "ابنه"

الابن والابنة هما أبناء رجل وامرأة نتيجة تزاوجهما وحدوث إخصاب فحمل فولادة. فيصبح بولادتهما الرجل أباً والمرأة أماً أما من أبنائهم فيطلق على الذكر ابناً وعلى الأنثى ابنةً.

## في اللغات السامية
ابن هو مصطلح في اللغات السامية للتعبير عن النسب. يُستعمل مصطلح ابن لتأكيد نسب الابن لقبيلة أو لأبيه.